# Column Address Strobe Latency
Column Address Strobe Latency (engelska, CL eller CAS Latency) beskriver hur lång tid det tar (antallet pulser) för data att bli läst från datorminne.